# Methermicoccus
Genre
Espèces de rang inférieur
- Methermicoccus shengliensis

Methermicoccus est un genre d'archées méthanogènes thermophiles de l'ordre des Methanosarcinales.